# Louis Finson
Lodewijk Finson, nom francisé en Louis Finson et latinisé en Ludovicus Finsonius, né entre 1574 et 1580 à Bruges et mort en 1617 à Amsterdam, est un peintre, dessinateur, copiste et marchand d'art flamand et l’un des premiers propagateurs du caravagisme dans l'Europe du Nord. Il peint des portraits, compositions religieuses, peintures allégoriques et scènes de genre. Déménageant en Italie au début de sa carrière, il se familiarise avec l'œuvre du Caravage et devient l'un des premiers adeptes flamands du Caravage. Il produit également un certain nombre de copies d'après des œuvres du Caravage.
Il travaille ensuite plusieurs années dans différents lieux en France où il bénéficie de la protection de Nicolas-Claude Fabri de Peiresc et crée des retables et des portraits. Il est connu comme le copropriétaire avec le peintre flamand et son partenaire commercial Abraham Vinck de deux tableaux du Caravage. Louis Finson a joué un rôle majeur dans le mouvement caravagiste dans l'Europe du Nord à travers ses propres œuvres ainsi que dans son rôle de marchand d'art.

## Biographie

### Premières années
Louis Finson naît à Bruges probablement vers 1575 en tant que fils de Jacob Finson et Maycken Bart. Son père est un peintre qui est à Bruges un élève d'Ambrosius Benson, un peintre italien actif à Bruges qui fait partie de la Renaissance du Nord, et Rogier de Paeuw. Jacob Finson est initialement documenté comme peintre sur tissu, un artisan qui peint des textiles et du papier peint, mais aussi des statues. Il est plus tard enregistré comme peintre régulier. Il occupe plusieurs fonctions à la guilde de Bruges et devient le doyen de la guilde en 1583. Louis Finson a deux ou trois frères aînés et une sœur et est probablement le benjamin de la famille.

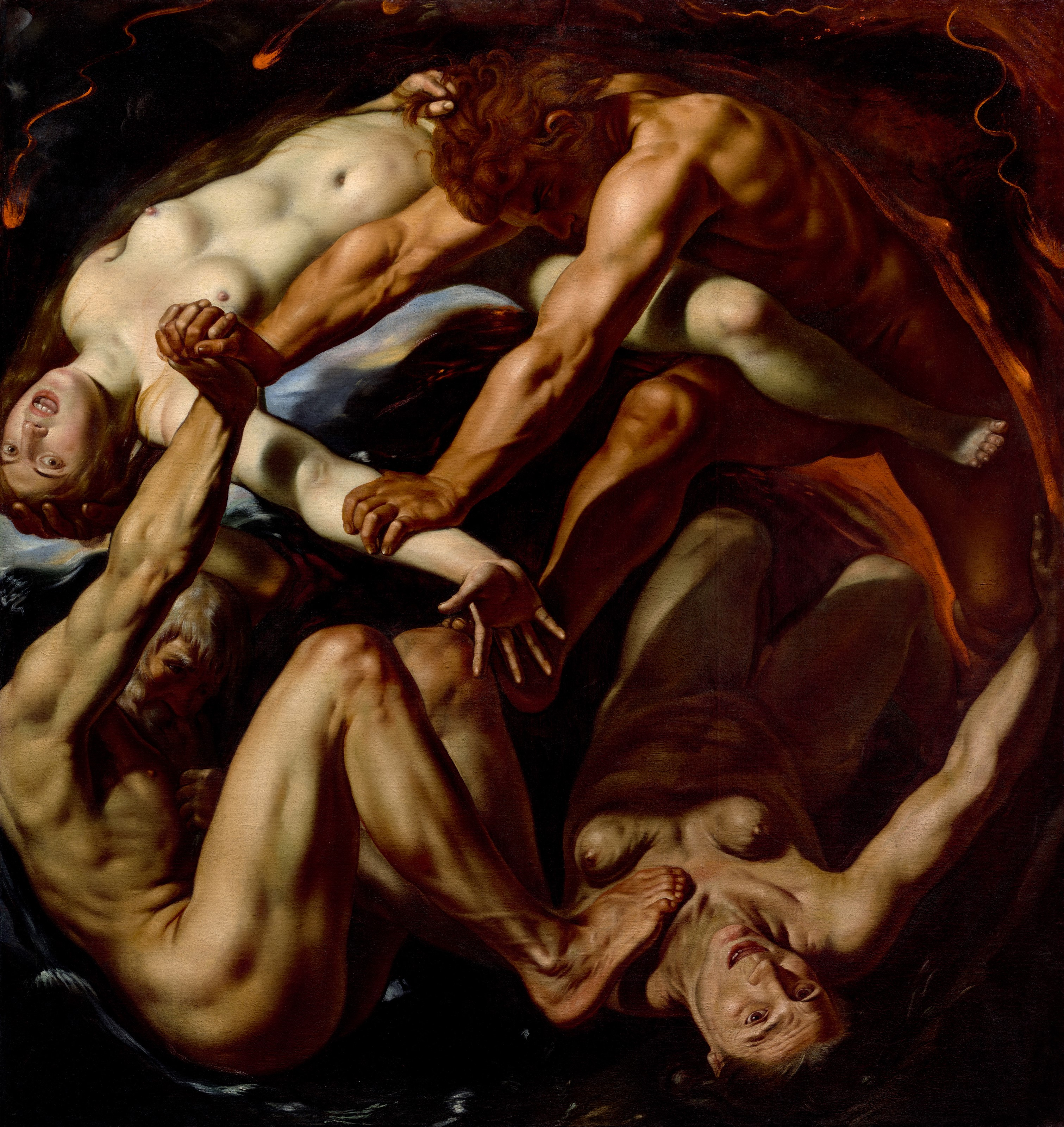
Allégorie des quatre éléments, 1611.

Après la mort de Maycken Bart en 1580, son père épouse Jozyne vande Voorde. Les Pays-Bas des Habsbourg traversent dans la seconde moitié du XVIe siècle une période de violents conflits religieux dont la population civile est victime. Cela amène probablement la famille Finson à quitter Bruges en 1585 pour s'installer dans la ville de Veere, sur l'île de Walcheren dans la province de Zélande dans les Provinces-Unies. À cette époque, Veere est un important port commercial et militaire. Jacob Finson reste à Veere jusqu'à sa mort en avril 1608. Son fils Arnoud est inscrit comme peintre à Veere et y décède avant 1617.
Il n'y a aucun document sur les mouvements de Louis Finson entre 1585 et 1604. Il déménage probablement avec le reste de la famille à Veere en 1585. À cette époque, Louis est encore jeune et il reste probablement avec sa famille jusqu'à la fin des années 1590. Finson reçoit alors sa formation artistique initiale de son père. Il est possible qu'il poursuive ses études dans une autre ville dans les Provinces-Unies comme Amsterdam.

### Séjour en Italie
Il se rend en Italie où il passe probablement du temps à Rome au début des années 1600, bien que cela ne soit pas documenté. Sa première présence documentée en Italie est son enregistrement à Naples en mars 1605. Ses premières œuvres en Italie incluent des portraits. À Naples, il se lie d'amitié avec un autre peintre et marchand d'art flamand, Abraham Vinck, avec qui il partage pour quelque temps un atelier et une maison. Vinck arrive à Naples vers 1598 et quitte la ville vers 1609 pour Amsterdam. Sa relation avec Vinck permet probablement à Finson de trouver rapidement des clients dans la ville. Les deux artistes sont également des partenaires commerciaux qui exploitent une entreprise de vente et de copie d'art.

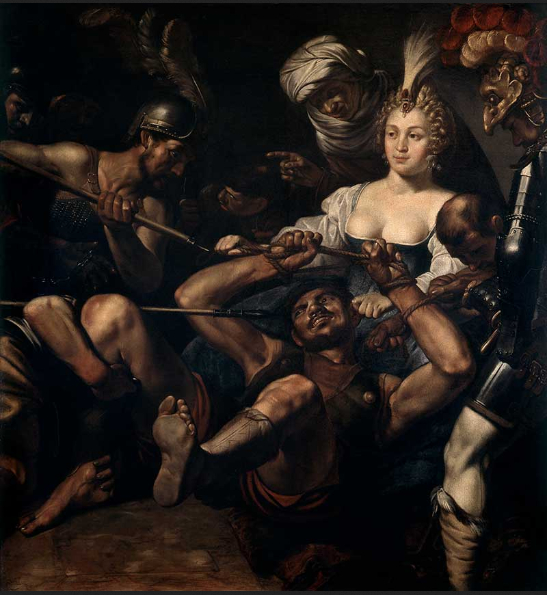
Samson et Dalila.

On estime que Finson et Vinck offrent un refuge au Caravage à son arrivée à Naples quand il s'enfuit de Rome après avoir tué un peintre rival dans une bagarre. Ils arrangent peut-être pour lui un lieu de travail et le mettent en relation avec des clients à Naples. Finson obtient des commandes à Naples. Le 24 août 1612, Finson reçoit le paiement final pour une Annonciation. pour l'église de Saint Thomas d'Aquino à Naples (maintenant dans le Musée Capodimonte). Il s'agit à ce jour de la seule commande de Finson pour un retable datant de son séjour à Naples. Un manque de succès à Naples est peut-être une des raisons pour laquelle il décide de quitter la ville.
Finson passe un bref séjour à Rome en 1613. Il quitte l'Italie vers 1613 et voyage ensuite vers la France peut-être via l'Espagne.

### Passage en France

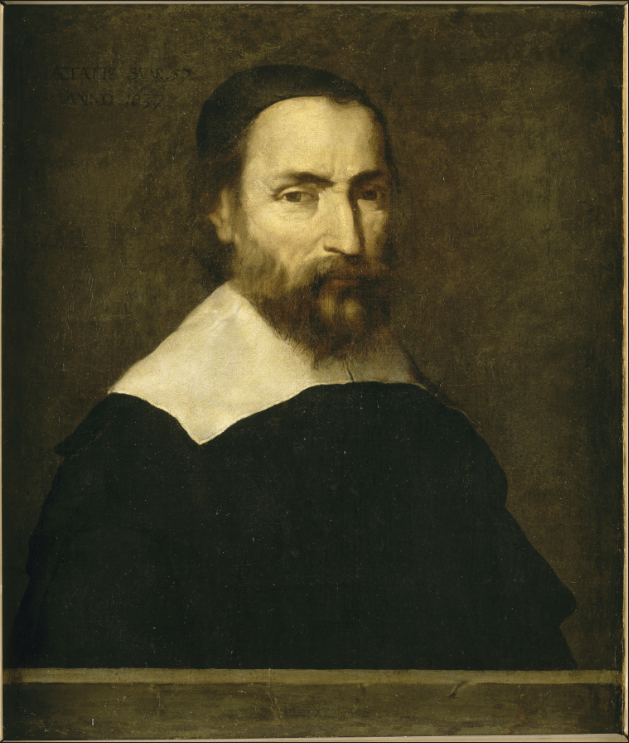
Nicolas-Claude Fabri de Peyresc par Finson.

Il arrive en France au plus tard le 27 février 1613, la date à laquelle il est enregistré à Marseille. Il est accompagné du peintre Martin Hermann Faber, comme lui un néerlandophone, qui est peut-être son élève. Chacun de Finson et Faber peint à cette époque son autoportrait exécuté dans un style caravagesque comparable. Le scientifique et intellectuel français Nicolas-Claude Fabri de Peiresc, qui est un grand ami de Rubens, fait la connaissance de Finson et devient un admirateur de ses tableaux. Peiresc est l'un des premiers admirateurs et champions du Caravage en France après avoir découvert, à l'âge de 20 ans, les œuvres du Caravage dans la chapelle Contarelli de l'Église Saint-Louis-des-Français de Rome à Rome. Il réunit autour de lui ce qu'on a appelé un «atelier du midi caravagesque» qui comprend des artistes comme Louis Finson, Martin Hermann Faber, Trophime Bigot et d'autres. À Marseille Finson peint la Résurrection de Lazare pour la famille de Pierre de Libertat, tableau actuellement dans l'église de Château-Gombert. Il se déplace ensuite à Aix-en-Provence où il travaille beaucoup, tant à des tableaux religieux qu'à des portraits de personnalités locales riches et cultivées. En mars 1614, il se rend à Arles car il a appris la possibilité d'une commande pour la cathédrale Saint-Trophime. Il y réalise plusieurs œuvres dont le Martyre de saint Étienne et l'Adoration des mages.
Il quitte en juin la cité arlésienne et entreprend un tour de France en passant par Montpellier, Toulouse, Bordeaux et Paris. Pendant la période de son passage à Toulouse entre 1614 et 1615 Finson organise avec un autre flamand appelé Peter de Bruyn une loterie itinérante pour 60 tableaux, parmi lesquels figure un David et Goliath de Caravage,. Après un court séjour à Paris, il quitte Paris le 10 juillet 1615 et arrive à Amsterdam en 1616 ou plus tard.

### Fin de vie
À Amsterdam, il se lie à nouveau avec Abraham Vinck dont Finson loue un propriété sur le Oudezijds Voorburgwal dans la période 1616-1617. Il tombe de nouveau malade et fait le 19 septembre 1617 son testament. Dans le testament, il laisse à Vinck sa part dans les deux tableaux du Caravage, dont la Vierge au rosaire (aujourd'hui au Kunsthistorisches Museum de Vienne) et une Judith décapitant Holopherne, qu'ils avaient acquis du Caravage lors de leur séjour à Naples. Il meurt peu de temps après et est enterré le 1er octobre 1617 dans la Vieille église d'Amsterdam.

## Œuvre

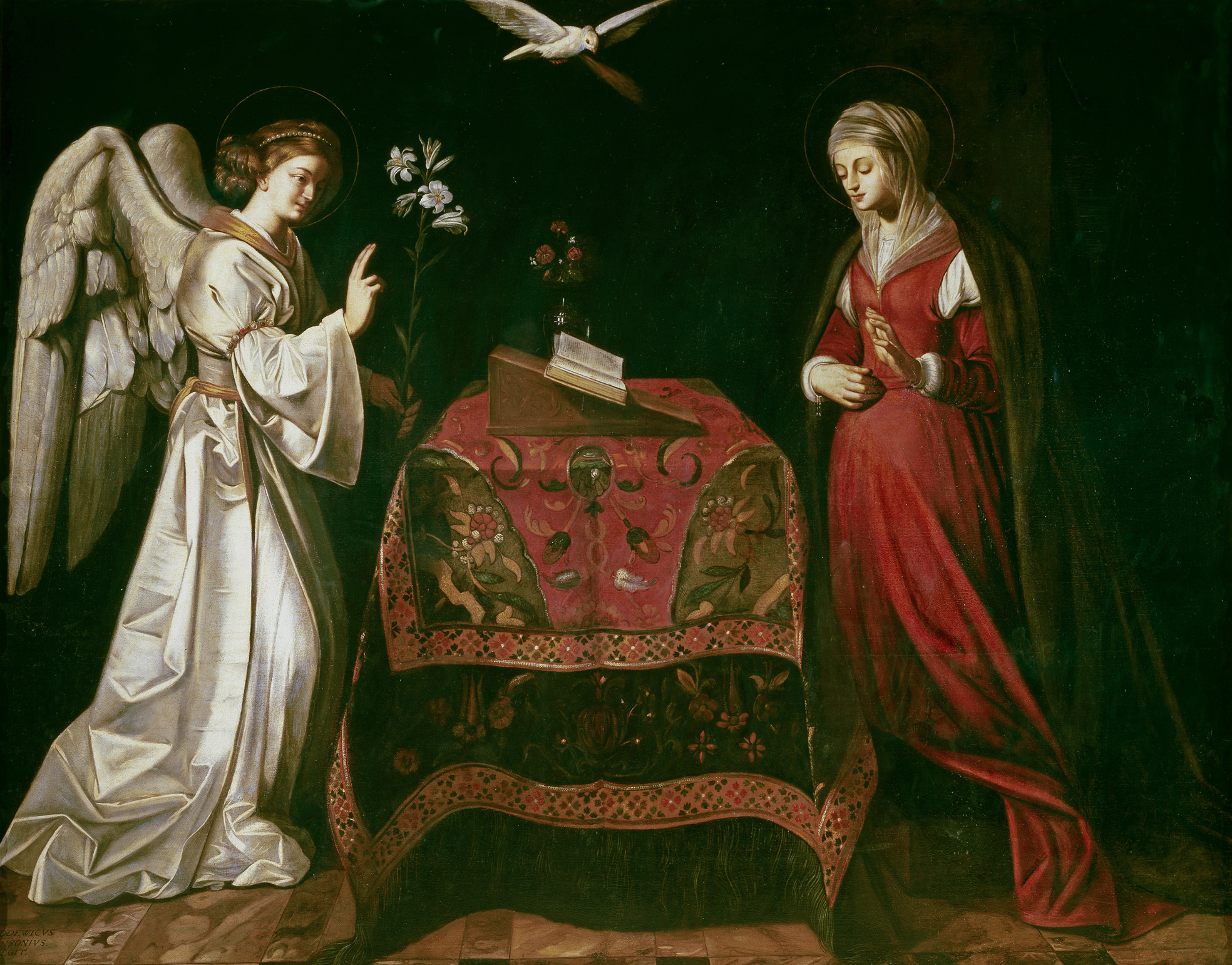
L'Annonciation.

Finson est principalement connu pour ses compositions religieuses et portraits. Il a également peint une peinture allégorique des Quatre Éléments (Musée des Beaux-Arts de Houston) et une scène de genre allégorique représentant les cinq sens. Il a en outre produit un certain nombre de copies d'œuvres du Caravage.
Hormis les copies d'après le Caravage réalisées après 1606, on n'a pu identifier que quelques tableaux de Finson avant 1610. La Vénus et Cupidon. signée mais non datée (Dorotheum enchères à Vienne du 13 octobre 2010, lot 352) a probablement été réalisée en Italie peu de temps après son arrivée en Italie et avant son exposition au naturalisme du Caravage. Le tableau montre qu'à cette époque, Finson était encore influencé par l'école maniériste de la cour de Rodolphe II (empereur du Saint-Empire) à Prague, avec sa préférence pour l'exploration des motifs érotiques ainsi que par le style maniériste des peintres anversois tels que Jacob de Backer.
En 1610, il signe et date les tableaux suivants: la Résurrection. (église Saint-Jean-de-Malte d'Aix-en-Provence), David et Bethsabée. (Sotheby's enchères du 3 décembre 2008 à Londres lot 30) et Adam et Ève. (Marburg , Marburger Universitätsmuseum für Kunst und Kulturgeschichte). Les deux derniers tableaux montrent une fusion de sa formation flamande avec le style naturaliste qu'il a adopté à Naples sous l'influence du Caravage. Le David et Bethsabée rappelle certaines des caractéristiques stylistiques de l'œuvre de Jacob de Backer notamment dans le dessin des épaules nues du serviteur de Bethsabée. Dans son Adam et Ève, un œuvre à grande échelle, il propose une interprétation originale de l'histoire du Paradis en montrant le Paradis comme une nature morte de fruits dans le style flamand au milieu duquel se trouvent Adam et Ève consommant des fruits dans le bonheur. Les deux protagonistes sont exécutés avec des physiques caravagesques et un éclairage dramatique.

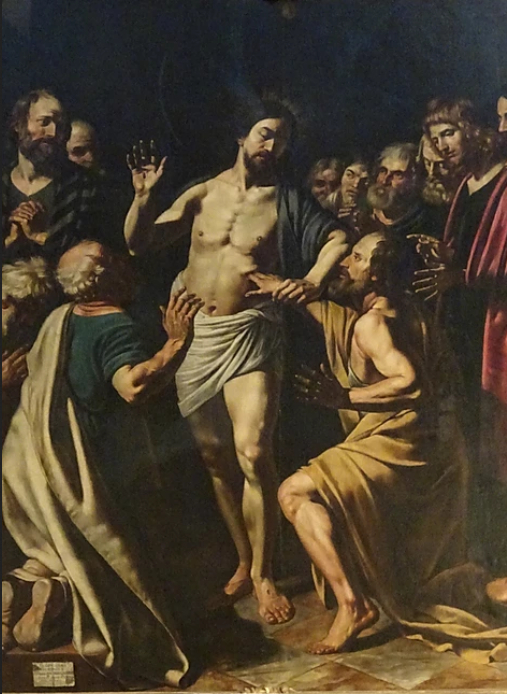
L'Incrédulité de saint Thomas.

Avec la composition Les quatre éléments. peinte à Naples en 1611, Finson a créé une représentation dramatiquement nouvelle du thème classique des quatre éléments. Rempli d'action, utilisant des couleurs puissantes et des effets d'éclairage dramatiques, l'œuvre montre l'influence du Caravage. Les quatre éléments sont représentés sous la forme de quatre personnes nues, deux hommes et deux femmes, qui sont enfermées dans une lutte acharnée. En haut à droite, le Feu sous la forme d'un jeune homme a les bras tendus pour contrôler l'Air représenté par une jeune femme (en haut à gauche) et pour retenir l'Eau représentée par un vieil homme (en bas à gauche). La terre est représentée en bas à droite du tableau comme une vieille femme allongée sur le dos, entourée de terre brune.

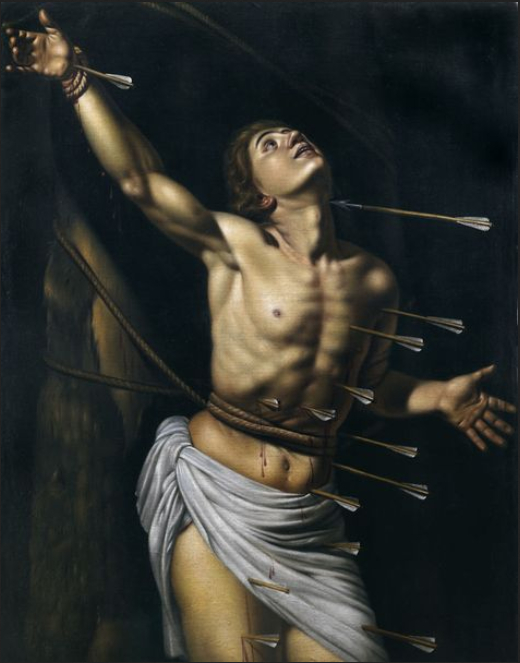
Le martyre de saint Sébastien.

Finson a réalisé d'autres œuvres puissantes sous l'influence du Caravage comme le Martyre de saint Sébastien. (Dorotheum Vienne enchères du 24 avril 2018 lot 91). Dans ce tableau, il cite la Conversion de saint Paul du Caravage dans la chapelle Cerasi dans l'utilisation de raccourcis forts. Dans son autoportrait, qui est un pendant de l'autoportrait peint par Martin Hermann Faber (vers 1613, musée des Beaux-Arts de Marseille), les artistes font preuve d'une grande conscience de soi. Les portraits montrant les corps musclés et semi-nus des artistes ont une certaine saveur grotesque et évoquent les autoportraits moqueurs du Caravage tels que Le Jeune Bacchus malade (vers 1593, Galerie Borghèse, Rome). Ils constituent une transformation radicale de la typologie du genre de l'autoportrait de l'artiste.
La plupart des retables que Finson a produits lors de sa résidence en France sont signés et portent en bas à gauche une étiquette en papier peint en trompe-l’œil sur laquelle est apposée la signature de Finson. Dans ces œuvres, il utilise des éléments caravagesques au sein de solutions de composition flamandes quelque peu archaïques. Il cite fréquemment le Caravage dans des décors architecturaux complexes, avec des figures toujours un peu rigides, disposées dans des postures qui accentuent leur musculature, la flexion des membres et le croisement des mains. La peinture la plus caravagesque parmi celles-ci est le Martyre de saint Sébastien. (1615, église Saint-Sébastien de Rougiers, France).
Il a également produit des retables plus endettés envers l'art flamand et néerlandais du XVIe siècle tels que la Résurrection de Lazare. (1613, l'église de Château Gombert, Marseille), le Massacre des innocents (1615, collégiale Sainte-Begge, à Andenne), la Martyre de saint Étienne., (1614, Saint-Trophime, d'Arles), l'Adoration des mages (1614, Saint-Trophime., d'Arles) et la Circoncision. (copie originale dans l'ancienne chapelle du collège des Jésuites à Poitiers, copie de Finson non signée à Saint-Nicolas-des-Champs, Paris). Pendant la dernière partie de son séjour en France, Finson a peint des retables qui sont moins convaincants que ses œuvres antérieures. Il est possible qu'au cours de ses dernières années à Amsterdam, il ait créé ses œuvres telles que la Compagnie musicale (Allégorie des cinq sens) (Musée Herzog Anton Ulrich) qui traite d'un thème qui était populaire dans le nord des Pays-Bas à cette époque. Finson traite le sujet à travers des changements de couleurs délicats plus comme une véritable peinture de genre que comme une personnification des sens.
Finson a également exercé la profession de portraitiste. Des documents datant de 1605 et 1608 nous renseignent sur ses activités à Naples. Dans deux instances, des paiements lui sont versés pour des portraits. Vers 1612-14, il peint à Aix les portraits de membres du Parlement. Pierre-Joseph de Haitze cite dans ses Curiosités de la ville d’Aix en 1679, 45 portraits des présidents et conseillers conservés dans la chambre de la Tournelle. Ils sont détruits en 1792. La gravure représentant Guillaume du Vair. exécuté par Jacques Cundier en 1724 porte la lettre « L. Finsonius pinxit ». Cela montre que le graveur s’est basé sur l'effigie peinte par Finson un siècle plus tôt. Pour d’autres contemporains comme Artus Prunier (premier président reçu par commission en 1591) et Marc-Antoine d’Escalis (reçu premier président en 1616) gravé par Cundier on peut supposer une même origine des modèles, même si la lettre de l’estampe ne le mentionne pas. La lettre du portrait de Jean-Etienne de Thomassin, premier avocat général au Parlement en 1600, gravé par le graveur flamand Jacob (Jacques) Coelemans un siècle plus tard porte aussi « L. Finsonius pinxit ».

### LaJudith de Toulouse

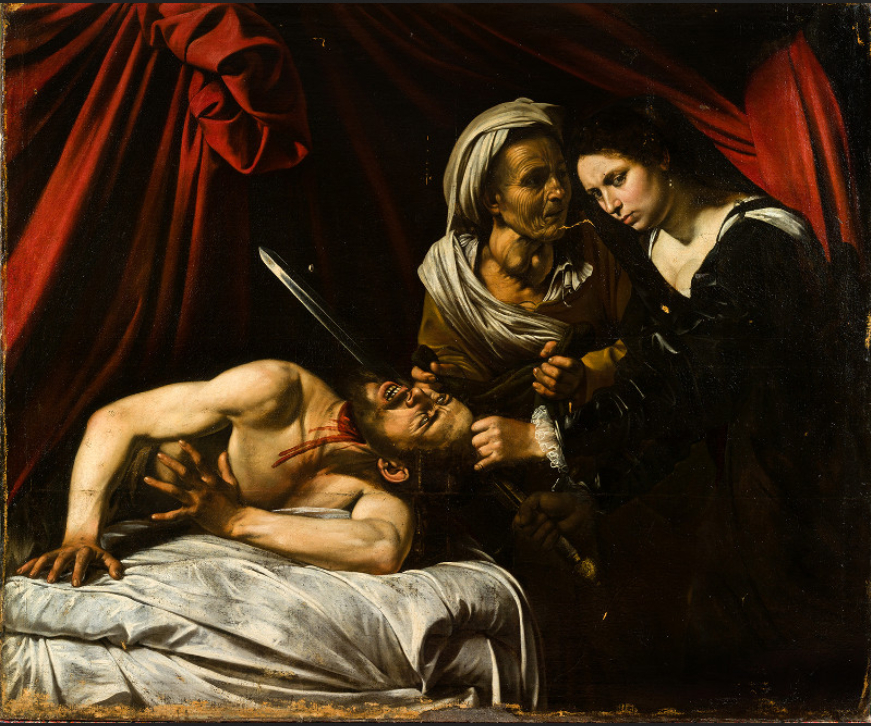
La Judith de Toulouse.

En avril 2016, un tableau fait la une de la presse. Cette œuvre, soi-disant découverte en 2014 dans le grenier d'une maison de la région de Toulouse, ressemble à s'y méprendre à une œuvre représentant Judith décapitant Holopherne de la collection de la banque italienne Banco di Napoli (it) qui est exposée au palais Zevallos à Naples. L'œuvre est considérée généralement une copie, jusqu'alors attribuée à Louis Finson, d'un tableau perdu du Caravage dont Finson aurait été le copropriétaire avec Abraham Vinck. Certains historiens d'art comme Nicola Spinosa, Keith Christiansen et Jean-Pierre Cuzin sont convaincus que la Judith de Toulouse est l'original peinte par le Caravage,,. D'autres voient dans la Judith de Toulouse non seulement un œuvre de Finson, mais ils soutiennent également qu'il s'agit d'une création originale de Finson plutôt que d'une copie d'après un Caravage perdu. La Judith de Toulouse a même été décrite comme le chef-d'œuvre de Finson. Les deux camps d'historiens de l'art fondent leur attribution sur les caractéristiques stylistiques et techniques et le contenu de l'œuvre ainsi que les matériaux utilisés dans sa création,. Au même temps, des doutes ont été émises quant à l'attribution à Finson de l'œuvre de Naples que certains regardent maintenant comme un copie peinte par Faber d'après l'original the Finson.
La Judith de Toulouse fut déclarée «trésor national» par le Ministère de la Culture français le 25 mars 2016, excluant toute sortie du territoire jusqu'en novembre 2018. Après le désengagement de l'État français, le tableau devait être mis aux enchères sans prix de réserve avec un prix débutant à 30 millions d'euros jeudi 27 juin à la Halle aux grains de Toulouse par le commissaire-priseur toulousain Me Marc Labarbe. Peu de temps avant le début de la vente aux enchères le tableau fut vendu au gestionnaire de fonds de couverture J. Tomilson Hill dans une acquisition de gré à gré à un montant non divulgué,.

## Œuvres

### Liste d'œuvres attribuées
- 1605-1610 environ : 
  - Vénus et Cupidon, Dorotheum enchères à Vienne du 13 octobre 2010, lot 352
- 1610-1615 environ : 
  - Judith décapitant Holopherne, Palais Zevallos à Naples
  - La décollation de saint Jean Baptiste, au Musée Herzog Anton Ulrich, à Brunswick.
- 1611 : Les quatre éléments, Musée des Beaux-Arts de Houston.
- 1612 : 
  - Annonciation du Musée Capodimonte, à Naples
  - Annonciation de Saint-Trophime, d'Arles
- 1613 : 
  - Autoportrait, au Musée des Beaux-Arts, à Marseille.
  - Madeleine repentante, au Musée des Beaux-Arts, à Marseille.
  - Résurrection de Lazare. dans l'église du Château Gombert. Ce tableau a été peint en 1613 par Finson à son arrivée à Marseille pour une chapelle de l'Observance et acquis après la Révolution par les pénitents de Château-Gombert; l'artiste s'est représenté à gauche avec un bonnet de fourrure et un médaillon à ses initiales[18].
- 1613-1614 :
  - Portrait de Nicolas-Claude Fabri de Peiresc, au Musée Paul Arbaud, à Aix-en-Provence.
  - L'Incrédulité de saint Thomas., à la cathédrale Saint-Sauveur, à Aix-en-Provence.
- 1614 : 
  - L'Adoration des rois mages, à Saint-Trophime, d'Arles.
  - Le Martyre de saint Étienne, à Saint-Trophime, d'Arles.
- 1615 : 
  - Circoncision, à la chapelle Saint-Louis de Poitiers. une copie ancienne est conservée à l'église Saint-Nicolas-des-Champs, à Paris.
  - Le Massacre des innocents, à la collégiale Sainte-Begge, à Andenne.
- Marie Madeleine en extase, musée des Beaux-Arts de Bordeaux[19].
- La Sibylle d'Érythrée, musée des Beaux-Arts de Caen[20]
- Saint Sébastien, ancienne collection Peiresc, hôtel d'Agar, Cavaillon
- Saint Jérôme, hôtel d'Agar, Cavaillon

Tableaux de Louis Finson
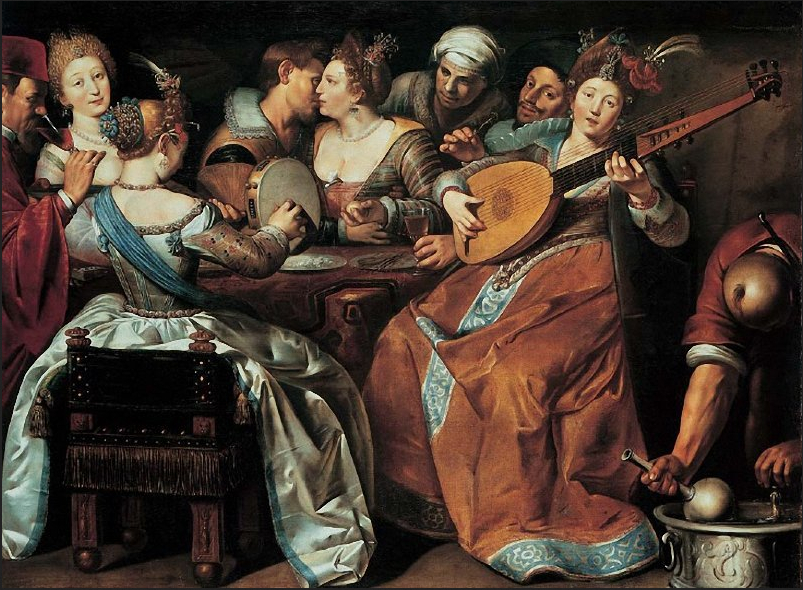
Compagnie musicale (Allégorie des cinq sens).
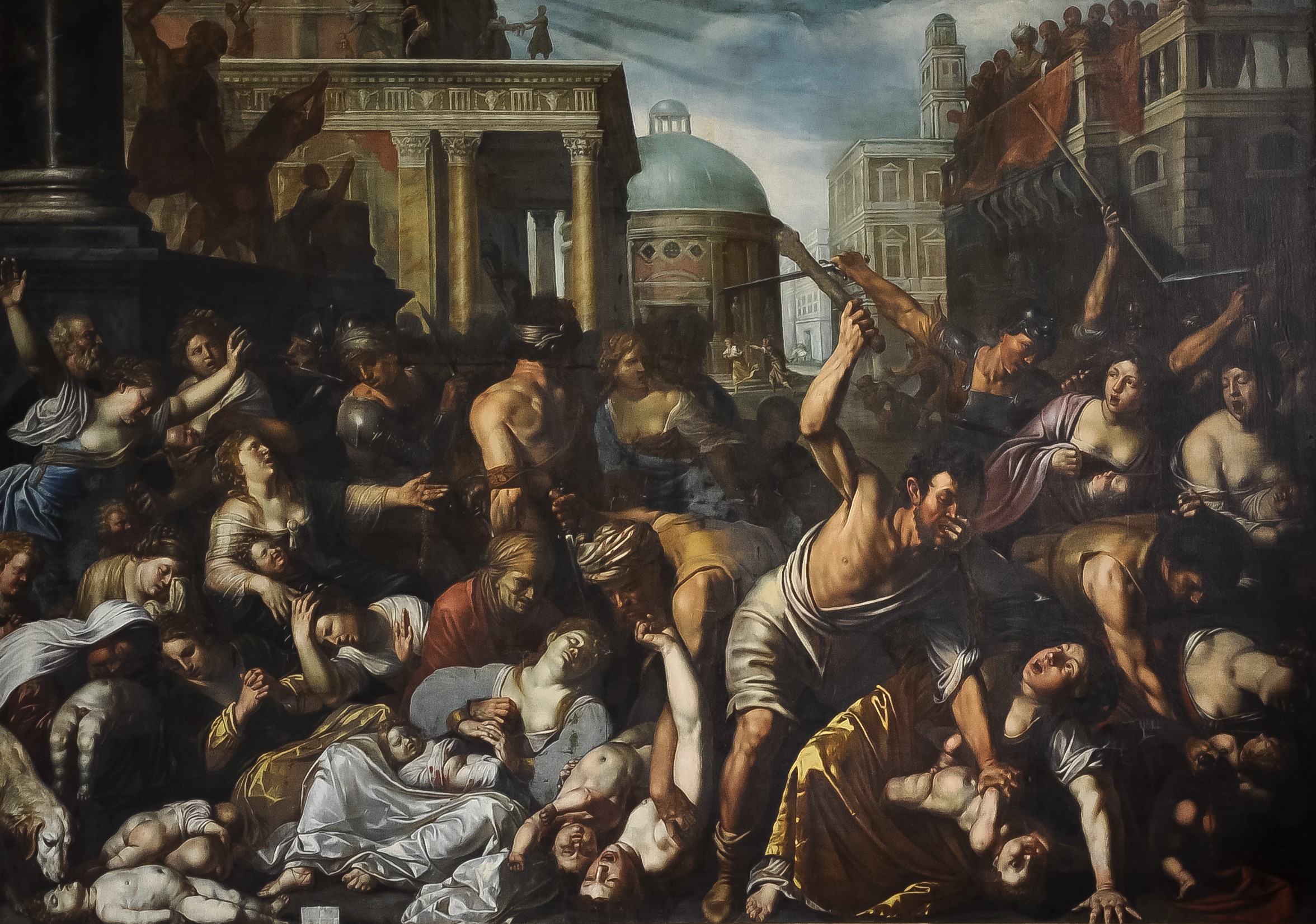
Massacre des Innocents.
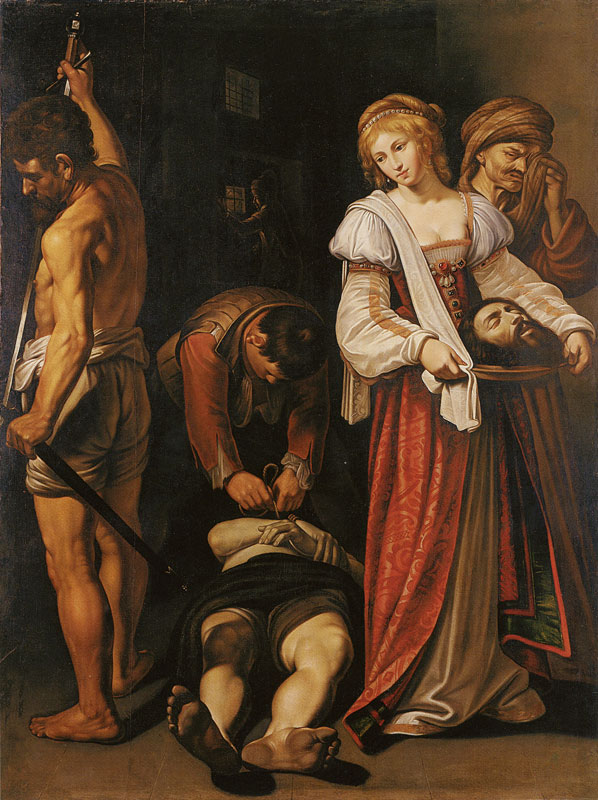
La décollation de Saint Jean Baptiste.
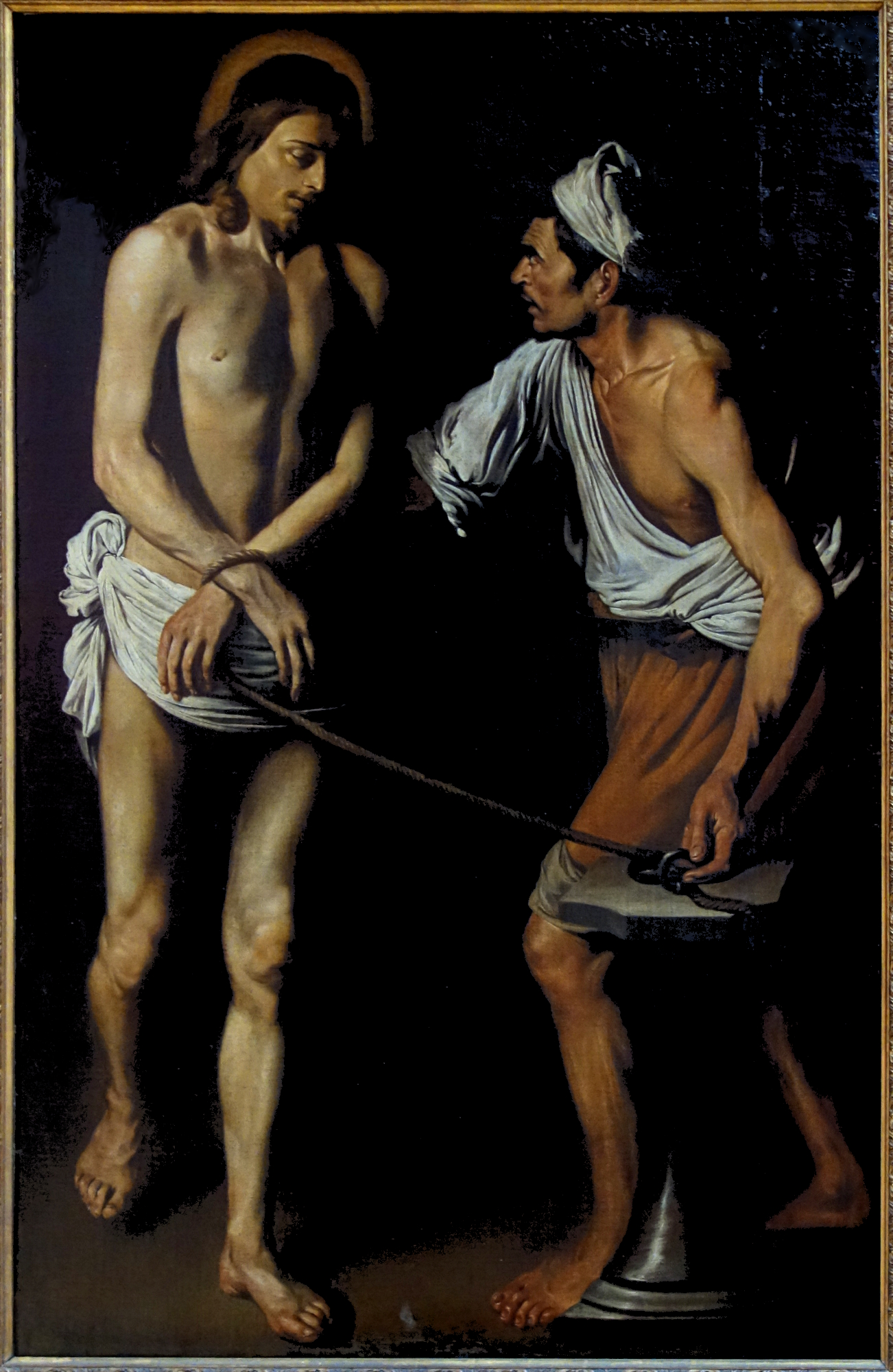
Le Christ à la colonne.